# Bishōjo senshi Sailor Moon
Bishōjo senshi Sailor Moon (美少女戦士セーラームーン?, Bishōjo senshi Sērā Mūn), internazionalmente Pretty Guardian Sailor Moon (spesso abbreviato in PGSM), è una serie TV giapponese di genere tokusatsu, ispirata al manga Sailor Moon di Naoko Takeuchi, prodotta dalla Toei Animation. È stata trasmessa esclusivamente in Giappone, dal 4 ottobre 2003 al 25 settembre 2004, ed è un riadattamento della prima stagione della storia, con considerevoli cambiamenti rispetto all'originale. La serie è durata 49 episodi (chiamati "atti"), a cui ne vanno aggiunti due speciali (di cui il secondo diviso in tre parti), inseriti solo nell'edizione uscita in DVD, per un totale di 51 atti.  La sigla di apertura Kirari☆Sailor Dream! (キラリ☆セーラードリーム!?, Kirari Sērā Dorīmu!), cantata da Nanami Yumihara con il nome di Sae, è stata scritta da Naoko Takeuchi in persona.

## Trama
Una grande potenza malvagia, Queen Metaria e i suoi sottoposti, Queen Beryl e i Quattro re celesti, stanno tentando di sottrarre l'energia agli esseri umani, per poter dominare sulla Terra. L'ultimo baluardo per la salvezza del pianeta sono le guerriere sailor, cinque ragazze delle scuole medie: la sbadata Usagi Tsukino, la geniale Ami Mizuno, la sacerdotessa Rei Hino, dotata di poteri soprannaturali, il maschiaccio Makoto Kino e la popolare cantante Minako Aino. A guidare le guerriere ci sono due gatti di peluche parlanti: Luna e Artemis. Più ambiguo è il ruolo di Tuxedo Kamen, un misterioso ladro di gioielli, che sembra avere le stesse finalità delle guerriere.

## Cambiamenti nella storia
Il primo, e più evidente cambiamento relativo a "Pretty Guardian Sailor Moon", difatti prima del live la traduzione ufficiale del titolo era "Pretty soldier Sailor Moon", altro cambiamento è ovviamente l'aspetto delle guerriere sailor. Le ragazze hanno normali capelli di colore scuro nella loro identità di studentesse, per poi cambiare acconciatura e colore di capelli una volta trasformate in guerriere sailor.
Nonostante PGSM sia una rivisitazione del primo arco della storia del manga, ci sono alcune differenze, che pongono il live action come una storia a sé stante sia rispetto all'anime e al manga. In PGSM, la storia sembra focalizzarsi molto di più sui personaggi, nelle loro vite di tutti i giorni e sulle loro esistenze passate, e meno sull'azione e sulle battaglie. I primi episodi seguono fedelmente la storia originale, ma dall'arrivo di Sailor Jupiter in poi, cambia completamente direzione. Altra differenza sostanziale può essere considerato il rapporto che unisce Rei e Usagi, molto più profondo e "litigioso" che nelle altre versioni della storia.
Uno dei cambiamenti più significativi è la caratterizzazione del personaggio di Minako Aino. Sia nel manga che nell'anime, Minako era una comune studentessa, con il pallino di riuscire a sfondare nel mondo della canzone. Aspirazione, che sistematicamente veniva delusa per gli impegni come guerriera. In PGSM, Minako invece è già una cantante affermata (uno dei personaggi secondari più importanti è proprio il suo manager, Sugao Saitou). Come nelle altre versioni della storia, quando Minako viene introdotta è già operativa come "Sailor V". La sua più popolare canzone della cantante si chiama "C'est la vie" (in francese "questa è la vita"). Si tratta di un gioco di parole giapponese, in quanto in giapponese la pronuncia di "Sailor V" (セーラーＶ [seːɺaːbwi]) è molto simile a quella nipponica di "C'est la vie".
Altri cambiamenti vanno visti nell'adattare la serie al cambio dei tempi e allo sviluppo tecnologico. Nella storia originale, c'erano alcune scene in cui Ami usava delle cassette, che nel telefilm sono state sostituite dai più attuali minidisc. Invece delle penne per trasformarsi hanno un braccialetto, e al posto del classico comunicatore/orologio le ragazze sono dotate di cellulari magici. Anziché in una sala giochi, il luogo di ritrovo delle ragazze è una sala da karaoke.
Anche i nemici risultano differenti dalle loro controparti di manga e anime, specialmente per quanto riguarda il carattere ed il look. Solo il personaggio di Beryl e quello del generale Jadeite mantengono una somiglianza fisica con le loro controparti cartacee e animate.
Con l'adattamento del manga in serie televisiva, alcuni personaggi sono stati modificati, ed altri sono stati aggiunti. Per esempio la gattina Luna è un peluche, e da un certo punto in poi, può trasformarsi in Sailor Luna, una guerriera sailor a tutti gli effetti. Ami Mizuno, corrotta dal potere, per alcuni episodi diventa la malvagia Dark Mercury. Inoltre viene introdotto un nuovo antagonista: Mio Kuroki, serva di Queen Beryl, oltre che compagna di classe di Usagi, e cantante nemica-rivale di Minako.
Va aggiunto, infine, che da quanto visto nello special Act che narra il matrimonio tra Usagi e Mamoru la Terra non è stata attaccata da nuovi nemici (come avviene invece nel manga e nell'anime) fino al suddetto episodio che vede il ritorno di Mio Kuroki nelle vesti di Queen Mio. Dalla fine delle puntate canoniche a questo episodio sono passati quattro anni; Ami è divenuta la più giovane dottoressa del mondo, le ragazze ri-ottengono temporaneamente, grazie ad una spada indicata loro da Queen Serenity, i poteri per fermare Queen Mio.

## Episodi
| Nº | Titolo internazionale Giapponese 「Kanji」 - Rōmaji | In onda           | In onda |
| Nº | Titolo internazionale Giapponese 「Kanji」 - Rōmaji | Giapponese        |         |
| 1  | Io sono Sailor Moon 「わたしがセーラームーン!」 - Watashi ga Sērā Mūn!                                                                                    | 4 ottobre 2003    |         |
| 2  | Ami la prima amica di Usagi 「亜美ちゃんが仲間になったわ」 - Ami-chan ga Nakama ni Natta wa                                                               | 11 ottobre 2003   |         |
| 3  | Rei la sacerdotessa dai poteri di fuoco 「三人目の戦士はみこのレイちゃん」 - Sanninme no Senshi wa Miko no Rei-chan                                       | 18 ottobre 2003   |         |
| 4  | Una festa movimentata 「パーティーに潜入よ!」 - Pātī ni Sennyū yo!                                                                                        | 25 ottobre 2003   |         |
| 5  | Usagi Tsukino: vera amica o falsa nemica? 「うさぎちゃんは本当の友達?」 - Usagi-chan wa Hontō no Tomodachi?                                               | 1º novembre 2003  |         |
| 6  | La comparsa fulminea di Sailor Jupiter 「転校生はセーラージュピター」 - Tenkōsei wa Sērā Jupitā                                                           | 8 novembre 2003   |         |
| 7  | Mi ha visto trasformarmi! 「変身するのをみられちゃった!」 - Henshin suru no o Mirare chatta!                                                              | 15 novembre 2003  |         |
| 8  | Rei e suo padre 「レイとお父さん」 - Rei to Otōsan | 22 novembre 2003  |         |
| 9  | Proteggerò il Cristallo d'Argento Illusorio 「守れ!幻の銀水晶」 - Mamore! Maboroshi no Ginzuishō                                                          | 29 novembre 2003  |         |
| 10 | Queen Beryl la regina delle tenebre 「わらわが闇の女王クイン·ベリル」 - Warawa ga Yami no Joō Kuin Beriru                                                 | 6 dicembre 2003   |         |
| 11 | L'incontro con la vera Minako 「本物の美奈子ちゃんに会っちゃった!」 - Honmono no Minako-chan ni Acchatta!                                                 | 13 dicembre 2003  |         |
| 12 | La vera identità di Sailor V 「セーラーVの正体はプリンセスだったの!」 - Sērā Bui no Shōtai wa Purinsesu datta no!                                         | 20 dicembre 2003  |         |
| 13 | Kunzite l'ultimo dei Quattro Re Celesti 「四天王最後の一人クンツァイトあらわる」 - Shitennō Saigo no Hitori Kuntsaito Arawaru                             | 27 dicembre 2003  |         |
| 14 | Usagi contro lo Youma traditore 「うさぎが妖魔に?」 - Usagi ga Yōma ni?                                                                                   | 10 gennaio 2004   |         |
| 15 | Il ladro sarà punito 「どろぼうをおしおきよ!」 - Dorobō o Oshioki yo!                                                                                     | 17 gennaio 2004   |         |
| 16 | Vengo a salvarti, Naru Osaka! 「大阪さんをたすけなきゃ!」 - Ōsaka-san o Tasuke nakya!                                                                     | 24 gennaio 2004   |         |
| 17 | La trasformazione di Minako sotto gli occhi di Rei 「レイのめのまえで美奈子が変身!」 - Rei no Me no Maede Minako ga Henshin!                              | 31 gennaio 2004   |         |
| 18 | Finalmente le Guerriere Sailor sono unite 「ついにそろった5人のセーラー戦士」 - Tsuini Sorotta Gonin no Sērā Senshi                                       | 7 febbraio 2004   |         |
| 19 | Il San Valentino da batticuore di Usagi 「うさぎのドキドキバレンタイン」 - Usagi no Dokidoki Barentain                                                    | 14 febbraio 2004  |         |
| 20 | Faccia a faccia d'amore tra Mamoru e Hina 「陽菜さんは衛の婚約者だったの...」 - Hina-san wa Mamoru no Konyakusha datta no...                              | 21 febbraio 2004  |         |
| 21 | Che cos'hai fatto ad Ami? 「亜美ちゃんになにをした!」 - Ami-chan ni Nani o Shita!                                                                         | 28 febbraio 2004  |         |
| 22 | La falsa identità di Ami: Dark Mercury 「亜美ちゃんが敵のてに...」 - Ami-chan ga Teki no te ni...                                                         | 6 marzo 2004      |         |
| 23 | Il risveglio del potere canoro 「戦士の力を目覚めさせるため、うたうレイ」 - Senshi no Chikara o Mezamesaserutame, Utau Rei                                | 13 marzo 2004     |         |
| 24 | Non scordo mai niente su Mamoru Chiba 「やっぱり地場衛のことがわすれられないの」 - Yappari Chiba Mamoru no Koto ga Wasurerarenai no                       | 20 marzo 2004     |         |
| 25 | La vera identità di Tuxedo Kamen: Mamoru Chiba 「タキシード仮面の正体が地場衛だったなんて...」 - Takishīdo Kamen no Shōtai ga Chiba Mamoru datta nante... | 27 marzo 2004     |         |
| 26 | La vera principessa Usagi 「うさぎちゃんが本当のプリンセス!」 - Usagi-chan ga Hontō no Purinsesu!                                                         | 3 aprile 2004     |         |
| 27 | Luna apprendista guerriera Sailor 「ルナがセーラー戦士になっちゃった!」 - Runa ga Sērā Senshi ni Natchatta!                                               | 17 aprile 2004    |         |
| 28 | Il ritorno atteso di Ami 「亜美ちゃんおかえり!」 - Ami-chan Okaeri!                                                                                       | 24 aprile 2004    |         |
| 29 | Mio Kuroki, la peggior nemica-rivale numero zero spaccato di Minako 「美奈子のライバル、黒木ミオが転校生?」 - Minako no Raibaru, Kuroki Mio ga Tenkōsei?  | 1º maggio 2004    |         |
| 30 | Usagi contro Mio 「うさぎをだまそうとするミオ」 - Usagi o Damasō to suru Mio                                                                              | 8 maggio 2004     |         |
| 31 | Il risveglio dei poteri fulminei di Sailor Jupiter 「ジュピターが戦士の力に目覚めた!」 - Jupitā ga Senshi no Chikara ni Mezameta!                         | 15 maggio 2004    |         |
| 32 | Torna tra noi, Mamoru 「かえってきた衛」 - Kaettekita Mamoru                                                                                              | 22 maggio 2004    |         |
| 33 | Come aiutare Ami a non cambiare scuola 「亜美ちゃんが転校?」 - Ami-chan ga Tenkō?                                                                         | 29 maggio 2004    |         |
| 34 | Discussione tra madre e figlia 「はなしあう親子」 - Hanashiau Oyako                                                                                       | 5 giugno 2004     |         |
| 35 | Il difficile lavoro di gruppo tra Sailor Venus e Zoisite 「セーラーヴィーナスとゾイサイトが協力?」 - Sērā Vīnasu to Zoisaito ga Kyōryoku?                 | 12 giugno 2004    |         |
| 36 | La comparsa di Princess Sailor Moon 「プリンセス·セーラームーン登場!」 - Purinsesu Sērā Mūn Tōjō!                                                         | 19 giugno 2004    |         |
| 37 | Una causa catastrofica 「プリンセスがわざわいをおこす!?」 - Purinsesu ga Wazawai o Okasu!?                                                                | 26 giugno 2004    |         |
| 38 | Chi crede in me, non distruggerò il pianeta 「信じて!ぜったい、星はほろびない!!」 - Shinjite! Zettai, Hoshi wa Horobinai!                                 | 3 luglio 2004     |         |
| 39 | La grande sfida 「うさぎちゃんのママがレポーターにちょうせん!!」 - Usagi-chan no Mama ga Repōtā ni Chōsen!!                                               | 10 luglio 2004    |         |
| 40 | Dove si è svolta la battaglia tra Minako e Rei? 「美奈子VSレイ バトルのゆくえは?」 - Minako buiesu Rei Baturo no Yukue wa?                                | 17 luglio 2004    |         |
| 41 | Attualmente sono una guerriera Sailor 「じつは戦士なの!」 - Jitsu wa Senshi nano!                                                                         | 24 luglio 2004    |         |
| 42 | Non userò il potere del Cristallo d'Argento Illusorio 「幻の銀水晶の力はつかわない!」 - Maboroshi no Ginzuishō no Chikara wa Tsukawanai!                  | 31 luglio 2004    |         |
| 43 | La promessa tra Usagi e Mamoru 「うさぎと衛の約束」 - Usagi to Mamoru no Yakusoku                                                                         | 7 agosto 2004     |         |
| 44 | L'ingiusta punizione di Zoisite 「石にもどったゾイサイト」 - Ishi ni Modotta Zoisaito                                                                     | 14 agosto 2004    |         |
| 45 | Il violento attacco di Youma Metaria 「メタリア妖魔のはげしい攻撃」 - Metaria Yōma no Hageshii Kōgeki                                                     | 21 agosto 2004    |         |
| 46 | Il risveglio dei poteri di Sailor Venus 「戦士の力にめざめたセーラーヴィーナス」 - Senshi no Chikara ni Mezameta Sērā Vīnasu                              | 28 agosto 2004    |         |
| 47 | Arrivederci, Minako 「さようなら、美奈子」 - Sayōnara, Minako                                                                                             | 4 settembre 2004  |         |
| 48 | Mamoru catturato da Metaria! 「衛がメタリアにのっとられた!」 - Mamoru ga Metaria ni Nottorareta!                                                          | 18 settembre 2004 |         |
| 49 | Le 5 Guerriere Sailor hanno superato la loro vita precedente 「前世をのりこえた5人の戦士たち」 - Zensei o Norikoeta Gonin no Senshi-tachi                 | 25 settembre 2004 |         |

### Episodi speciali
| Nº | Titolo internazionale Giapponese 「Kanji」 - Rōmaji | In onda          | In onda |
| Nº | Titolo internazionale Giapponese 「Kanji」 - Rōmaji | Giapponese       |         |
| 1  | Un matrimonio da salvare 「わたしたち結婚します!!」 - Watashi-tachi Kekkon Shimasu!! | 24 novembre 2004 |         |
| 1  | Questo primo special act narra la storia di Usagi, Ami, Rei, Minako, Makoto, Luna e Artemis che, in aiuto degli ex Re Celesti e Mamoru Chiba, vogliono salvare il matrimonio tra Usagi Tsukino e lo stesso Mamoru Chiba sabotato da Queen Mio. |                  |         |
| 2  | La nascita di Sailor V 「セーラーV誕生」 - Sērā Bui Tanjō | 25 marzo 2005    |         |
| 2  | Narra le origini di Sailor V, combattente che veste alla marinara che, in aiuto di Artemis, sgomina un ladro prima di vedersela con Tuxedo Kamen nella battaglia notturna. Il giorno dopo Usagi e le studentesse capeggiate dalla loro amica Naru, si mettono nei panni delle originarie Guerriere Sailor per sventare il crudele piano di un gruppo di criminali. |                  |         |
| 3  | Mamoru e la rottura con Hina 「陽菜…その後」 - Hina... Sonogo | 25 marzo 2005    |         |
| 3  | Nello special act n°3 vedremo la rottura con Hina da parte di Mamoru Chiba il nuovo e vero marito di Usagi Tsukino. |                  |         |
| 4  | Il segreto di Tuxedo Kamen 「タキシード仮面 誕生の秘密」 - Takishīdo Kamen Tanjō no Himitsu | 25 marzo 2005    |         |
| 4  | L'ultimo special act narra la storia di Mamoru Chiba alias Tuxedo Kamen un paladino mascherato della legge che, in aiuto delle Guerriere Sailor, Luna, Artemis e gli ex Re Celesti, salvano la città e il mondo da vari ladri, vari criminali e vari Youma. |                  |         |